# Natuurpark Lagunas de Ruidera

Het Natuurpark Lagunas de Ruidera (Spaans: Parque natural de las Lagunas de Ruidera) is een natuurpark in Castilië-La Mancha in Spanje. Het natuurpark werd opgericht in 1979 en is 3772 hectare groot. Het natuurpark omvat verschillende meren en watervallen.